# Экмановская спираль

Эффект Экмановской спирали.
1 - Ветер
2 - Трение
3 - Результирующее направление течения
4 - Сила Кориолиса

Экмановская спираль — это структура течений или ветров около горизонтальной границы, в которой направление течения постепенно поворачивает с удалением от границы. Она названа  по имени шведского океанолога Вагна Экмана. Отклонение поверхностного течения в океане от направления ветра впервые было замечено норвежским океанологом Фритьофом Нансеном во время его экспедиции на Фраме.
Эффект является следствием действия силы Кориолиса, которая заставляет движущиеся объекты поворачивать вправо в Северном полушарии и влево в Южном полушарии. Таким образом, когда ветер дует над поверхностью океана в Северном полушарии, поверхностные течения отклоняются вправо от направления ветра. Поверхностный слой воды за счёт вязкости приводит в движение нижележащий слой, который тоже отклоняется вправо и так далее. С увеличением поворота течение постепенно становится слабее.
Классическая экмановская спираль наблюдалась под морским льдом, но не встречается в открытом океане. Это обусловлено тем, что турбулентное перемешивание в поверхностном слое океана обладает сильным дневным циклом, а также тем, что поверхностные волны могут дестабилизировать экмановскую спираль. Тем не менее экмановская спираль наблюдается в атмосфере.